# 高低圧理論

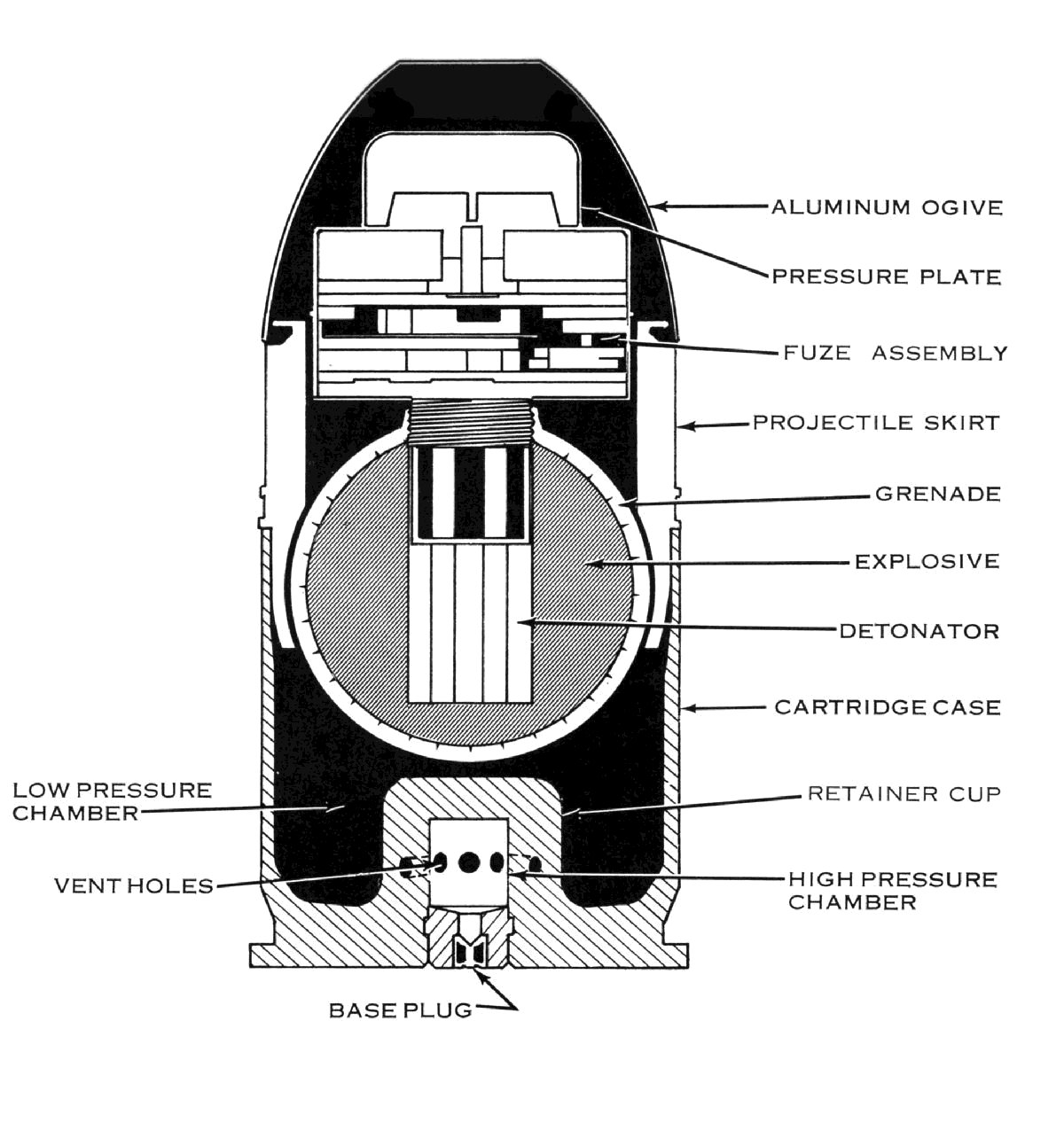
40mmグレネード

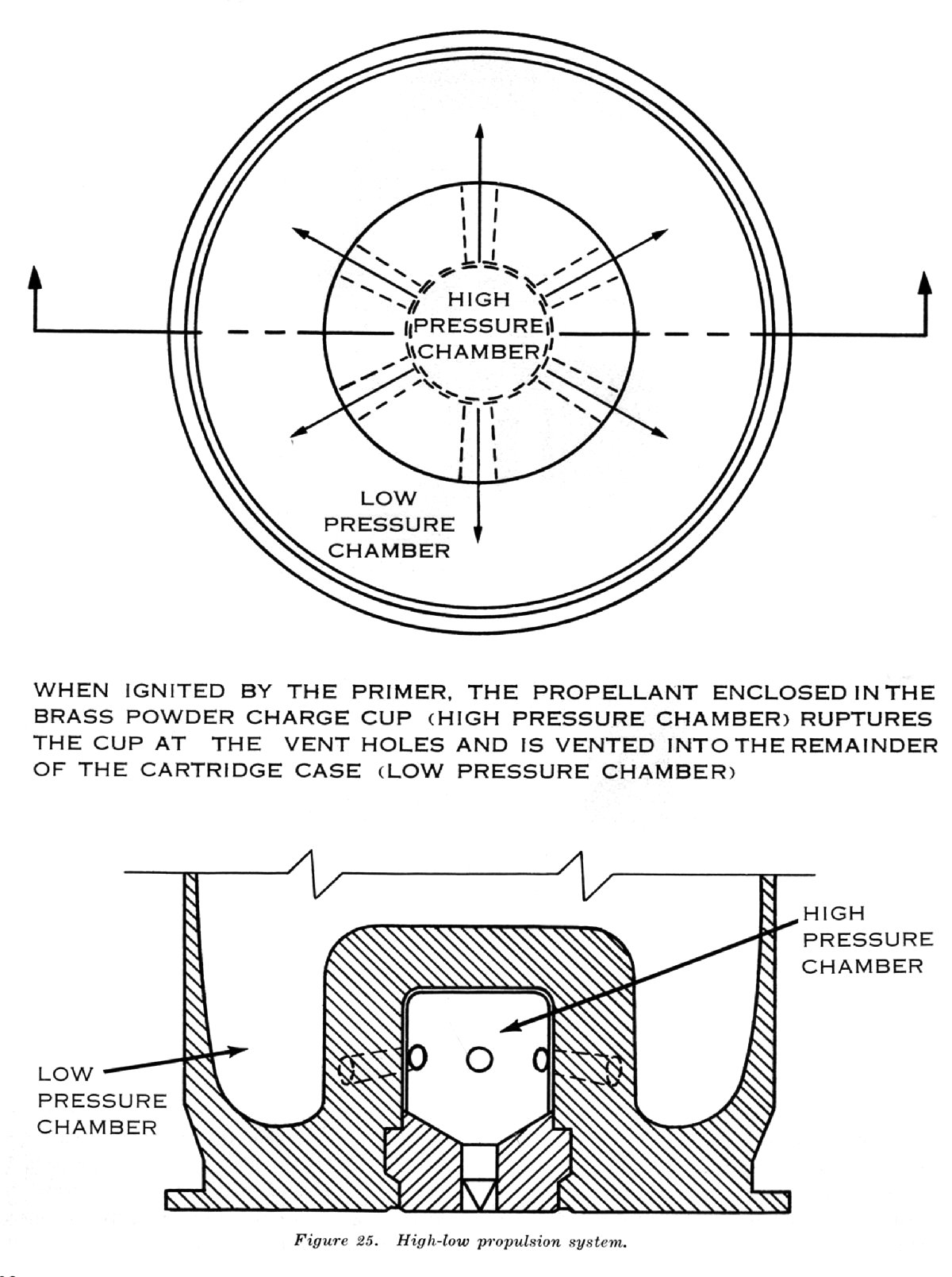
M381グレネード用薬莢の高圧室と低圧室を示した図

高低圧理論（こうていあつりろん）とは、第二次世界大戦中にドイツで開発された火砲の発射方式に関する理論である。この理論に基づいて戦後にグレネードランチャーが開発され世界中で使用されている。高低圧理論という名称は弾薬の薬莢内に高圧室と呼ばれる装薬の詰った燃焼室と、燃焼ガスを導いて弾薬に伝える低圧室（減圧室）を持つところから由来している。
通常の火砲や銃に比べて腔圧曲線が平坦であるため最大腔圧が低く、銃身や弾丸の肉厚を薄く、強度を低く抑えることが出来、反動も小さい。第二次大戦中、ドイツ軍は対戦車砲として8 cm PAW 600及び10 cm PAW 600を開発。当時の主力対戦車砲である7.5 cm PaK 40の重量が1,500kgであったのに対し、8cm（実際は口径81.4mm）型は640kg、10cm（実際は口径105mm）型で1,035kgと、反動が小さい分軽量に作ることができた。しかし砲弾の初速は前者で520m/s、後者で5 - 600m/sと同時期の対戦車砲に比べ遅いため、HEAT弾の使用が前提となっていた。また名称も「砲」ではなく「投射器」となっている。
大戦後は歩兵用のグレネードランチャー（擲弾発射器）の他コッカリル 90mm低圧砲のような軽量低反動火砲にも利用されているが、東側系のGP-25擲弾発射器や2A28低圧砲などはメカニズムが異なり自己推進弾を利用するものが多い。

## 特徴
- 銃身の最大腔圧が低いため銃身の必要強度が低く、小型軽量化しやすい。
- 反動が小さく、人間が保持して、あるいは極めて簡易な保持装置で射撃することが可能である。
- 反面、弾速が遅くなることで弾道の直進性も損なわれ、射程と命中精度は低下する。